# Гроссельфінген
Гроссельфінген (нім. Grosselfingen) — громада в Німеччині, знаходиться в землі Баден-Вюртемберг. Підпорядковується адміністративному округу Тюбінген. Входить до складу району Цоллернальб.
Площа — 16,15 км2. Населення становить 2204 ос. (станом на 31 грудня 2020).